# Manoir de la Tour (Sainte-Nathalène)
Pour les articles homonymes, voir Manoir de la Tour.
Situé à 260 m d'altitude en bordure sud du plateau Salignacois, le château de Latour, à 13 km à l'est de Sarlat-la-Canéda, semble avoir en partie résisté aux attaques du temps, du vent et du soleil.

## Description
En effet, du château médiéval, il ne reste que le cachot et les oubliettes. Le corps de logis fût rebâti au XVIe siècle sur la chapelle de la paroisse elle-même du XIVe siècle et la tour d'angle ronde qui domine fièrement l'ensemble est sans doute un vestige plus ancien. Une partie de l'édifice à l'est a cependant été détruite au début du XIXe siècle et les moellons vendus et dispersés. Le site est remarquable et offre une vue panoramique par-dessus la vallée de la Dordogne en direction des collines brunes du département du Lot.
Les seigneurs de Latour avaient droit de haute Justice sur leurs sujets. Quelques-uns se sont illustrés :
- Gui de Las Tours (XIe) ;
- Guillaume de Las Tours (XIIe), troubadour ;
- Raoul de Las Tours, conseiller de Simon de Montfort et évêque en 1209 ;
- Gilles de Las Tours, protonotaire du Saint-Siège, frère du Vicomte de Turenne (XIVe) ;
- Pierre de Gérard, chevalier et seigneur Haut-Justicier de La Tour, convoqué aux États généraux de 1789.

Les façades et toitures du manoir sont inscrites au titre des monuments historiques par arrêté du 27 mai 1952.
La promenade dans le parc du château sur 3 ha est autorisée.